# Taveuni
Taveuni ist mit 442 Quadratkilometern die drittgrößte Insel der Fidschi-Inseln. Sie liegt genau auf dem 180. Längengrad, der die Insel damit teilt.

## Geographie
Die Insel ist 42 km lang und 15 km breit. Nur 15 km entfernt, jenseits der Somosomo-Straße, liegt die zweitgrößte Insel Fidschis, Vanua Levu. Taveuni ist auch unter dem Namen die Garteninsel bekannt, da 60 % mit tropischem Regenwald bedeckt ist. Das Rückgrat der Insel bildet ein 16 km langer vulkanischer Rücken, ein Schildvulkan, der um 1550 das letzte Mal ausgebrochen ist. Am höchsten Punkt, dem Uluiqalau mit 1241 m, ergeben sich Regenmengen von bis zu 10.000 mm pro Jahr. Damit gehört Taveuni zu den regenreichsten Regionen der Erde. Die schönsten Wasserfälle Fidschis, die Bouna-Fälle, befinden sich auf Taveuni.
Auf Taveuni leben ca. 12.000 Menschen, überwiegend an der Westküste. Städte von nennenswerter Größe gibt es keine.

## Geschichte
Am 5. Februar 1643 sichtete Abel Tasman als erster Europäer die Insel.

## Medien
1991 schrieb Taveuni das letzte Mal Geschichte, als der Film Rückkehr zur blauen Lagune hier gedreht wurde. Erwähnung findet die Insel auch in Jostein Gaarders Roman Maya oder das Wunder des Lebens, der zu großen Teilen an realen Orten Taveunis spielt. Weiter ist die Insel – nach begründeter Vermutung des Erzählers – der Hauptschauplatz von Umberto Ecos Roman Die Insel des vorigen Tages.

## Tierwelt
Auf Taveuni findet man die Orangefarbene Fruchttaube (Ptilinopus victor), die nur auf den Inseln des Fidschi-Archipels vorkommt.

## Tourismus
Taveuni wird von Zeit zu Zeit von Kreuzfahrtschiffen angelaufen.

## Weblinks

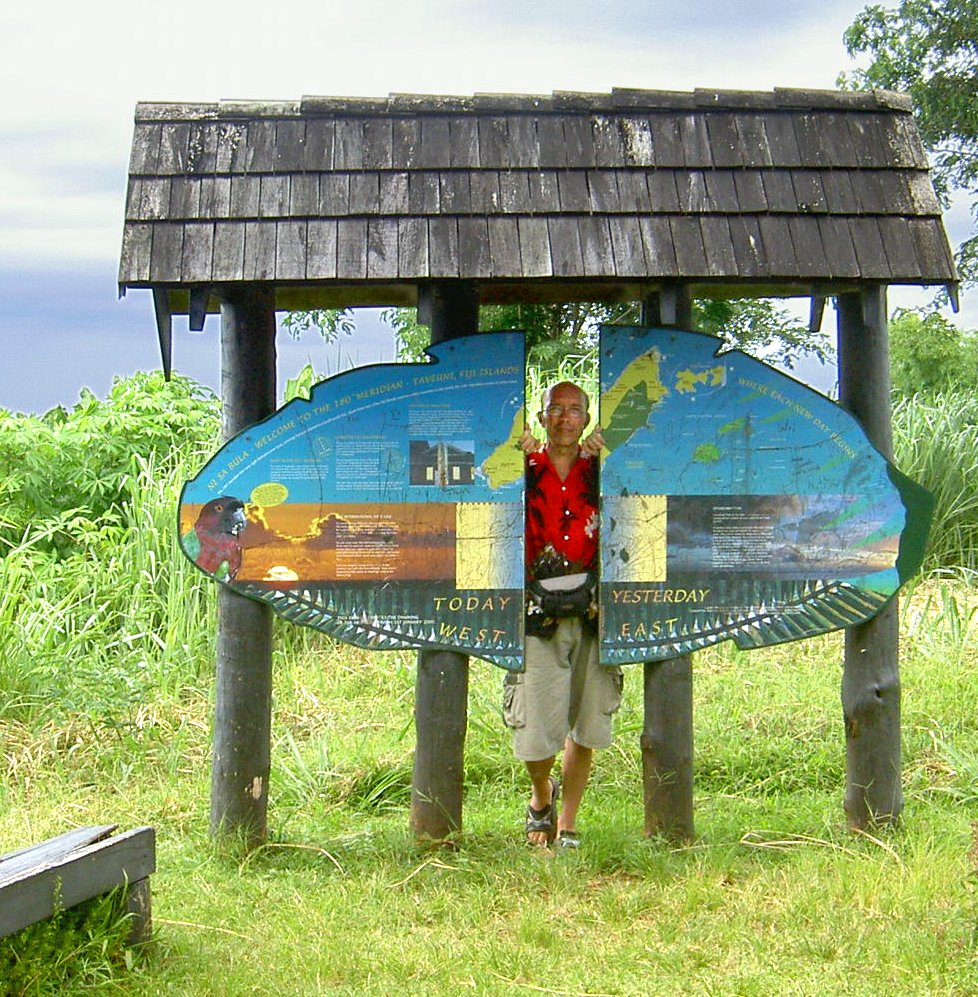
Der 180°-Meridian
"Zwischen gestern und heute"

## Sehenswertes
- Datumsgrenzstein
- Rainbow Reef
- Waitavala Wasserrutsche
- Lavena Coastal Walk
- Vuna Blow Holes